# Veliki Gorenec
Veliki Gorenec – wieś w Chorwacji, w żupanii varażdińskiej, w gminie Bednja. W 2011 roku liczyła 50 mieszkańców.